# Dilophus quinquespinae
Dilophus quinquespinae är en tvåvingeart som först beskrevs av Hardy 1961.  Dilophus quinquespinae ingår i släktet Dilophus och familjen hårmyggor. Inga underarter finns listade i Catalogue of Life.